# Верба п'ятитичинкова
Верба п'ятитичинкова, верболі́з, тал (Salix pentandra) — вид дводомних рослин родини вербових. Кущ або невелике дерево до 15 м заввишки. 

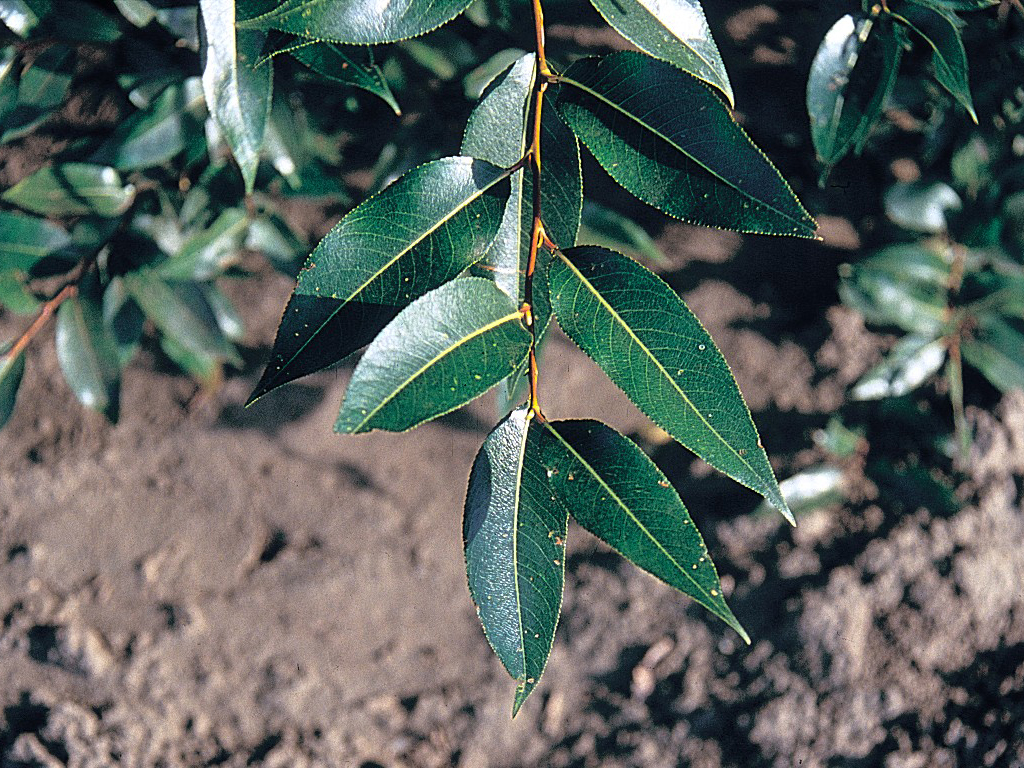
Листя

Гілки голі, жовтувато-оливкові або майже чорні, блискучі.
Кора — без поволоки, на внутрішньому боці — біло-зелена або червонувата.
Молоді гілочки, а також листки під час розпускання клейкі. Листки цілісні, чергові, шкірясті, голі, яйцеподібно-ланцетні, довгозагострені, густозалозисто-пилчасті, 5—13 см завдовжки.
Квітки одностатеві, в довгих, товстих, циліндричних сережках, що залишаються на рослині цілу зиму; приквіткові луски жовтаві.
Плід — коробочка. Цвіте у червні— липні, значно пізніше розпускання листя і пізніше за інші види верб.

## Поширення
Росте по всій території України (крім високогір'я Карпат і Криму) на болотах, вологих луках, у вологих лісах, по берегах річок.
Заготівля і зберігання, хімічний склад, фармакологічні властивості і використання, лікарські форми і застосування — усе так, як у статті Верба біла.